# Jana Čiperová
Jana Čiperová (Praga, 10 aprile 1978) è un'ex cestista ceca.

## Carriera
Con la Rep. Ceca ha disputato due edizioni dei Campionati europei (1997, 1999).